# Taizonia
Taizonia is een geslacht van kevers uit de familie bladkevers (Chrysomelidae).
De wetenschappelijke naam van het geslacht werd in 1934 gepubliceerd door Chen.

## Soorten
- Taizonia andreevi (Gruev, 1985)
- Taizonia castanea Gruev, 1985
- Taizonia doeberli Medvedev, 2003
- Taizonia excavata Wang in Wang & Yu, 1993
- Taizonia fulva Medvedev, 1993
- Taizonia indica Gruev & Askevold, 1988
- Taizonia loebli Doberl, 1991
- Taizonia merkli Medvedev, 1998
- Taizonia obrieni Gruev & Askevold, 1988
- Taizonia schereri Medvedev, 1990